# Elisa Tigerholm
Hanna Elisabeth (Elisa) Tigerholm, född 5 mars 1919 i Väddö socken, Stockholms län, död 22 december 1999 i Värmdö, var en svensk målare, tecknare och skulptör.
Hon var dotter till dekorationsmålaren John Mauritz Carlström och Elin Lydia Starkenberg och från 1943 gift med grosshandlaren och konstnären Magnus Tigerholm, samt syster till Olle Carlström. Tigerholm studerade vid NKI-skolan 1934, Tekniska skolans aftonkurser 1938–1939 och vid Académie Libre 1940 samt privat för Christer Sjögren, Inga Bagge, Ture Johansson och Lena Börjeson 1958–1963 samt genom självstudier under resor till Tyskland, Frankrike och Nederländerna. Hon medverkade i Liljevalchs Stockholmssalonger, Farstasalongerna och utställningen Nutida svensk skulptur som visades på Liljevalchs konsthall 1966. Hennes konst består av människoavbildningar och porträtt utförda i olika material.